# Tärnsjön, Uppland
Tärnsjön är en sjö i Heby kommun i Uppland och ingår i Tämnaråns huvudavrinningsområde.